# Il villaggio di cartone
Il villaggio di cartone is een Italiaanse dramafilm uit 2011 onder regie van Ermanno Olmi.

## Verhaal
Een priester maakt kennis met een groep vluchtelingen in Zuid-Italië. Hun levens raken verstrengeld met de levens van de plaatselijke bevolking. Ze zijn allemaal op zoek naar vergeving, saamhorigheid en godsdienst.

## Rolverdeling
| Acteur                          | Personage     |
| ------------------------------- | ------------- |
| Michael Lonsdale                | Oude priester |
| Rutger Hauer                    | Koster        |
| Massimo De Francovich           | Arts          |
| Alessandro Haber                | Gegradueerde  |
| Ibrahima Faye El Hadji          | Redder        |
| Irma Pino Viney                 | Magdha        |
| Fatima Alì                      | Fatima        |
| Samuels Leon Delroy             | Bard          |
| Fernando Chronda                | Cherubijn     |
| Souleymane Sow                  | Tegenstander  |
| Linda Keny                      | Moeder        |
| Blaise Aurelien Ngoungou Essoua | Vader         |
| Heven Tewelde                   | Miriam        |
| Rashidi Osaro Wamah             | Getuige       |
| Prosper Elijah Keny             | Zoon          |